# Extra Credits
Extra Credits ist eine seit 2011 ausgestrahlte animierte Edutainment-Webserie aus den USA über Videospielentwicklung und Ludologie. Laut Aussage ihrer Macher Daniel Floyd und Game Designer James Portnow (Call of Duty, FarmVille) ist die Absicht hinter der Serie, Themen der Videospielentwicklung für Interessierte und künftige Entwickler zugänglich zu machen. Das Branchenmagazin Gamasutra berichtete mehrfach über sie und nennt sie eine der am häufigsten von Videospielentwicklern zitierten Serien.
Der Ursprung von Extra Credits sind Präsentationen des Serien-Dozenten Daniel Floyd, die im Rahmen seines Studiums am Savannah College of Art and Design entstanden. Stilistisch lehnte er sich dabei nach eigener Aussage an die Webserie Zero Punctuation von Ben Croshaw an. In der zweiten Folge bezieht er sich auf Schriften von James Portnow, seit der dritten arbeiten sie zusammen. Im Juli 2010 wurden wöchentliche Episoden unter dem Namen Extra Credits beim Online-Medienmagazin The Escapist angekündigt. 2011 überwarf sich Extra Credits mit The Escapist über finanzielle Konflikte. Extra Credits wurde künftig auf den Seiten von Penny Arcade veröffentlicht, bis Penny Arcade 2014 sein Angebot drastisch reduzierte.

## Themen
Extra Credits benennen in ihrer Kanalinfo beispielhaft Themen wie das Uncanny Valley, das wie beim Animationsfilm ein Problem für die oft foto- und hyperrealistische Grafik moderner Videospiele darstellt, und die Skinner-Box und ihre Anwendung in Videospielen und Bedeutung für Pathologisches Spielen und Computerspielsucht. Portnow ist bekannt für seine Theorien über gesellschaftsfördernde Videospielentwicklung („socially positive design“).
Im Mai 2012 veröffentlichten Extra Credits eine Folge über Mobbing in Multiplayerspielen, an deren Ende Zuschauer dazu aufgerufen wurden, an Microsofts Xbox Live und ähnliche Online-Dienste zu appellieren und (technische) Lösungen zu fordern. Portnow wurde daraufhin von Microsoft eingeladen und diskutierte das Thema mit Führungskräften. Außerdem sprach er noch im selben Jahr auf einer Podiumsdiskussion bei PAX Prime zum Thema. Auch spätere Folgen haben das Thema wieder berührt.
Seit 2013 bespricht die Serie die Videospielindustrie in Ländern, in denen sie nicht die internationale Bedeutung hat wie in den Vereinigten Staaten, Japan, Süd-Korea, Großbritannien und Deutschland, und untersucht ihre Chancen und Probleme. Die Beobachtungen beruhen auf Portnows eigenen Erfahrungen, die er durch die Beratung dort ansässiger Videospielentwickler gewinnt. Von Videospielentwicklern werden diese Beobachtungen als sehr genau, richtig und relevant beschrieben.
Im September 2013 veröffentlichten Extra Credits eine erste Folge ihres künftigen Spin-offs Extra History. Die Entwickler hinter Total War: Rome II, Creative Assembly benutzten einen Teil ihre Marketing Budgets um Extra Credits um eine kurze Reihe über die römische Geschichte zu ermöglichen. Im April 2014 kündigten Extra Credits weitere Folgen an und baten ihre Zuschauer um finanzielle Unterstützung für die Fortsetzung dieser Serie. Das Projekt ist eines der erfolgreichsten Projekte der Crowdfunding-Plattform Patreon. 2015 gewann Extra History bei der Talentsuche der Khan Academy.
James Portnow setzt sich für eine intensiveren Nutzung der pädagogischen Möglichkeiten von Videospielen ein (s. Digitales Lernspiel), und eine dafür notwendige Zusammenarbeit von Pädagogen und Spieleentwicklern. Die Gamification von Bildung war Thema mehrerer Folgen der Serie. Im März 2015 gründeten Extra Credits die Steam Community-Gruppe Extra Credits EDU, die Videospiele auf eine mögliche sinnvolle Nutzung im Unterricht hin untersucht und empfiehlt. Extra Credits kritisieren aber auch den Missbrauch von Gamification, zum Beispiel zu Propagandazwecken.